# 1994 ve sportu
Toto je přehled sportovních událostí konaných v roce 1994.

## Americký fotbal
- Super Bowl – Dallas Cowboys
- ČLAF – Prague Panthers

## Automobilový sport
Formulové závody:
- CART –  Al Unser, Jr.
- Formule 1 –  Michael Schumacher
- Formule 3000 –  Jean-Christophe Boullion

## Cyklistika
- Giro d'Italia – Eugeni Berzin
- Tour de France – Miguel Indurain
- Mistrovství světa – Luc Leblanc

## Florbal
- Mistrovství Evropy ve florbale 1994 –  Švédsko
- European Cup 1994 – Muži:  Balrog IK, Ženy:  Sjöstad IF
- 1. florbalová liga mužů 1993/1994 – IBK Forza Tatran

## Sportovní lezení

### Svět
- 2. Mistrovství světa juniorů ve sportovním lezení 1994
- 6. Světový pohár ve sportovním lezení 1994

## Tenis
- Grand Slam výsledky mužů:
  1. Australian Open – Pete Sampras
  2. French Open – Sergi Bruguera
  3. Wimbledon – Pete Sampras
  4. US Open – Andre Agassi

- Grand Slam výsledky žen:
  1. Australian Open – Steffi Grafová
  2. French Open – Arantxa Sánchezová Vicariová
  3. Wimbledon – Conchita Martinez
  4. US Open – Arantxa Sánchezová Vicariová

- Davis Cup: Švédsko–Rusko 4:1